# El duelo (cuento)
El duelo es una obra de ficción corta de Joseph Conrad, publicada por primera vez en The Pall Mall Magazine entre enero y mayo de 1908 como “The Duel - A Military Tale”. La historia fue recopilada en A Set of Six (1908) publicado por Methuen Publishing.  Fue adaptada al cine en la película de 1977 Los duelistas, dirigida por Ridley Scott.

## Trama
El duelo está narrado desde un punto de vista omnisciente en tercera persona. La historia se desarrolla durante las guerras napoleónicas (1803-1815), un período de movilización militar masiva en toda Europa.
Los personajes centrales son dos oficiales de caballería franceses, husares, que sirven en el ejército de Napoleón. Aunque el estamento militar desaprueba los duelos, no los prohíbe. Sólo los oficiales del mismo rango podrán participar en estas contiendas para resolver asuntos de honor personal.
La historia comienza en Estrasburgo durante una breve pausa en las campañas militares. El teniente d'Hubert es oficial de artillería de la división. Alto y rubio, su temperamento es orgulloso, pero a la vez suave y flemático. De ascendencia picardiana, pertenece a la nobleza y su futuro en el ejército es prometedor. El teniente Feraud es un gascón bajo y fornido, con cabello negro y rizado. Su temperamento es fogoso e impulsivo. A diferencia de d'Hubert, no posee conexiones familiares. Ambos hombres son admirados dentro de su propio círculo de amigos. Hábiles en el uso de las armas y poseedores de un gran coraje físico, cada uno de ellos está dedicado a servir a Napoleón.
En Estrasburgo, el teniente Feraud y un caballero de una de las primeras familias de la ciudad se pelean en una taberna local. Se organiza rápidamente un duelo y el caballero es gravemente herido por Feraud. El comandante de la guarnición ordena a d'Hubert que encuentre a Feraud y lo ponga bajo arresto domiciliario hasta que se pueda resolver el asunto con la influyente familia.
D'Hubert encuentra a Feraud en el salón de élite de Madame de Lionne. Feraud está horrorizado y enfurecido por la intrusión oficiosa de D'Hubert. Cuando se entera de que lo han puesto bajo arresto domiciliario, d'Hubert se convierte en el objeto de su indignación. A pesar de los esfuerzos de D'Hubert por calmar a su compañero, Feraud desenvaina su espada con seriedad. Se produce una desesperada pelea con espadas. Feraud sufre una herida menor, pero el combate no resuelve nada.
Durante los siguientes dieciséis años -durante las sangrientas campañas de la guerras napoleónicas- los dos oficiales, cada uno disfrutando de ascensos a puestos superiores, se enfrentan en una sucesión de duelos. Estos combates siempre son iniciados por Feraud, cuyo deseo de matar a D'Hubert se convierte en una obsesión. D'Hubert, a su vez, se defiende diciendo que se trata de una simple cuestión de honor. El conflicto entre los oficiales se vuelve casi legendario. Sus contemporáneos atribuyen a los orígenes de la disputa una significación que le otorga una gravedad que no posee. El conflicto perpetuo y potencialmente mortal que sostienen Feraud y d'Hubert adquiere proporciones casi míticas.
En la posguerra los adversarios entran en la mediana edad. Feraud malinterpreta cada transferencia de funciones y ascenso concedido a D’Hubert como afrentas personales. Todavía actuando como perseguidor, se enfrenta a d'Hubert en su finca y exige una satisfacción que se resolverá con pistolas de duelo. D'Hubert burla a su adversario, lo que le permite perdonarle la vida a Feraud. Como condición, le saca a su némesis la promesa de no volver a pelear nunca más.

## Trasfondo
La "fascinación" de Conrad por las guerras napoleónicas (1799-1815) fue alimentada en su juventud por un tío polaco que había participado en la invasión napoleónica de Rusia en 1812.  La crítica literaria Jocelyn Baines escribe:

Conrad se saturó de la historia y las memorias de la época con el objetivo principal de preparar el fondo para su novela napoleónica, pero su lectura fue mucho más allá de este propósito limitado. Su biblioteca contenía más libros relacionados con este tema que con cualquier otro.

El escenario de El duelo tal vez haya tenido origen en un relato de 1858 publicado en la revista Harper's Magazine, que Conrad pudo haber utilizado como base para su historia. Otra inspiración para Conrad puede haber sido la rivalidad entre los oficiales franceses Pierre Dupont de l'Étang y François Louis Fournier-Sarlovèze, que duró años y que la misma revista cubrió en detalle.

## Temas
El crítico Graver identifica el tema como un conflicto entre «egoísmo y altruismo» reflejado en los personajes de Feraud y d'Hubert, respectivamente. El personaje central del relato, el oficial D'Hubert, desarrolla una ambivalencia hacia Feraud, combinando un "antagonismo irreconciliable" con un "afecto irracional". Graver escribe:

En lugar de analizar la psicología obsesiva de los dos oficiales, Conrad insiste en la absurda fatalidad de su situación [y] las pasiones espectaculares de la época... se detiene en generalizaciones familiares sobre chismes militares y las distinciones raciales entre el norte y el sur [regionales de Francia]... los personajes pronto se reducen a figuras ridículas en la Ópera bufa.

La disputa, esencialmente insignificante, entre los dos oficiales se ofrece como un cuadro de los trastornos monumentales de principios del siglo XIX en Europa. 
El crítico Baines señala el paralelismo que Conrad intenta establecer entre una pequeña disputa personal sobre el honor y la autoestima y la catástrofe social europea de principios del siglo XIX:

La disputa dura dieciséis años durante la dominación de Napoleón en Europa y después... Nadie excepto los antagonistas conoce su causa trivial, y cuando d'Hubert finalmente la revela, uno de los personajes comenta... "nadie sabrá jamás el secreto de este asunto".

Rafael Narbona resalta en El Español el simbolismo histórico de los protagonistas: "Fascinado por el bonapartismo, Conrad pretendió recrear el espíritu de una época, donde la dignidad y la autoestima se vinculaban con la capacidad de enfrentarse a la muerte. No hay libertad sin esa tensión que determina la diferencia entre el amo, que pone en juego su vida, y el esclavo, que acepta la servidumbre a cambio de preservarla [...] Aparentemente, Feraud es un espadachín pendenciero e irreflexivo y D'Hubert se limita a defender su honor, pero en realidad lo que se dirime son dos interpretaciones de la historia. La locura de Feraud es tan insensata como la de Napoleón. Ambos ambicionan sustituir las condiciones materiales de la historia por el impulso fáustico de una voluntad individual. Por el contrario, D'Hubert representa la necesidad de restituir el Antiguo Régimen, no para perpetuar las diferencias sociales, sino para someter al individuo a la coerción legítima de la ley. El drama de D'Hubert es que son las circunstancias y no su voluntad lo que determina su acción [...] A pesar de su apariencia decimonónica, El duelo pertenece a la misma estirpe que las Memorias del subsuelo o Bartleby el escribiente, donde la conciencia, desprendida de dioses y códigos morales, se aferra a lo irracional y gratuito, declinando la posibilidad de la acción y sin otra expectativa que el fracaso y la desesperanza. 
En lo que se refiere al marco histórico, Miguel Conde Pazos resalta  "a un tercer personaje: el viejo Chevalier, tío de la prometida de Hubert, huido de la revolución y férreo partidario del rey. En cierta medida, Chevalier representa el pasado, la Francia del antiguo orden, aquella que ingenuamente cree que se puede reinstaurar la situación previa a 1789 (y al que sin duda el mundo ya no le pertenece). El mismo que primero conmina a Hubert para que salde su disputa con Feraud, por tratarse de una cuestión de honor, hasta que averigua que este no es más que el hijo de un herrero, un producto de la revolución y de Napoleón. Entonces dirá: esa gente no existe… todos esos Ferauds ¡Feraud! ¿qué es Feraud?."

## Recepción
La crítica literaria Jocelyn Baines elogia "El Duelo" como un "encantador relato de cómo uno de los oficiales de Napoleón, Feraud, un pequeño gascón fogoso, obliga a otro, un cauteloso y gentil picardiano llamado d'Hubert, a librar una sucesión de duelos con él porque se cree insultado". Baines continúa: "Es un relato excelentemente narrado, suavemente humorístico e irónico, pero no toca emociones muy profundas, y Conrad estaba exigiendo mucho al describirlo como un intento de 'capturar... el espíritu de la época'".
El crítico literario Laurence Graver incluye El duelo entre las "obras más optimistas y menos exigentes" de Conrad.  De hecho, Conrad, en una carta a su agente J. B. Pinker, escribió: "...mi modestia me impide decir que creo que la historia es buena. La acción es sensacional. El final feliz".

## Adaptaciones
- Los duelistas es una película de drama histórico británica de 1977 dirigida por Ridley Scott y producida por David Puttnam basada en el cuento de Conrad. La película se centra -como el cuento- en una serie de duelos entre dos oficiales rivales, el obsesivo bonapartista Gabriel Feraud (interpretado por Harvey Keitel) y el realista Armand d'Hubert (Keith Carradine), que abarca casi 20 años y refleja el tumulto político de la Francia de principios del siglo XIX. El debut como director de largometrajes de Scott, la película ganó por unanimidad el premio a Mejor Película Debut en el Festival de Cine de Cannes de 1977 y fue nominada a la Palma de Oro.[22] La crítica elogió la dirección y las imágenes de Scott, y la autenticidad histórica de la película.[23] [24] La coreografía de lucha, del maestro espadachín William Hobbs, se considera una de las representaciones más precisas del duelo en el cine.[24]  En la 32.ª edición de los Premios de Cine de la Academia Británica, la película recibió nominaciones a los premios BAFTA a mejor fotografía y mejor diseño de vestuario. La película fue el debut cinematográfico de Ridley Scott, quien previamente había hecho comerciales de televisión.[25] Su estilo visual estuvo influenciado por el drama histórico de Stanley Kubrick Barry Lyndon (1975).[26]
- Una novelización de la película de Gordon Williams, que incluía contextos históricos y ampliaba ligeramente la trama, fue publicada por Fontana Books en Gran Bretaña en 1977 [27] y por Pocket Books  en los Estados Unidos en 1978.[28]